# Pont-du-Bois
Pont-du-Bois é uma comuna francesa na região administrativa de Borgonha-Franco-Condado, no departamento de Alto Sona. Estende-se por uma área de 8,15 km². Em 2010 a comuna tinha 111 habitantes (densidade: 13,6 hab./km²).